# Хроника огненных лет
«Хро́ника о́гненных лет» (фр. Chronique des années de braise) — историческая драма режиссёра Мохаммеда Лахдара-Хамина 1975 года, повествующая о войне за независимость Алжира и её предпосылках. Фильм был резко отрицательно встречен властями страны и несколько лет не демонстрировался на родине, но несмотря на это получил «Золотую пальмовую ветвь» Каннского кинофестиваля, став единственной алжирской лентой, удостоенной премии. При создании картины режиссёр вдохновлялся работами режиссёра Джона Форда в жанре вестерн.

## Сюжет
Фильм повествует о борьбе жителей Алжира за освобождение от французского колониализма глазами простого крестьянина Ахмеда, покинувшего поражённое засухой село и присоединившегося к движению сопротивления.

## В ролях
- Йорго Вояджис — Ахмед
- Henry Czarniak
- Хассан Эль Амир
- Brahim Hadjadj
- Хассан Хассани
- Mohammed Kouiret
- Sid Ali Kouiret
- Мохаммед Лахдар-Хамина
- François Maistre
- Cheikh Nourredine
- Абдельхалим Ра

## Съёмочная группа
- Сценарий: Тевфик Фарес, Мохаммед Лахдар-Хамина, Рашид Буджедра
- Режиссёр: Мохаммед Лахдар-Хамина
- Оператор: Марселло Гатти

## Технические данные
- Цветной, звуковой
- Премьера: 26 ноября 1975 года, Канны (Франция).

## Награды
- «Золотая пальмовая ветвь» Каннского кинофестиваля[1].